# Jan Benzien
Jan Benzien (22 juillet 1982 à Giessen) est un céiste allemand pratiquant le slalom.

## Palmarès

### Jeux olympiques
- Jeux olympiques de 2008 à Pékin
  - Participation en C2.

### Championnats du monde de canoë-kayak slalom
- 2002 à Bourg-Saint-Maurice,  France
  -  Médaille d'argent en C1
  -  Médaille d'argent en relais 3xC1
- 2005 à Sydney,  Australie
  -  Médaille d'argent en relais 3xC1
- 2006 à Prague,  République tchèque
  -  Médaille d'or en relais 3xC1
- 2007 à Foz do Iguaçu,  Brésil
  -  Médaille d'argent en relais 3xC1
- 2009 à La Seu d'Urgell,  Espagne
  -  Médaille de bronze en C1
- 2010 à Tacen,  Slovénie
  -  Médaille d'argent en relais 3xC1
- 2013 à Prague,  Tchéquie
  -  Médaille d'argent en relais 3xC1
- 2015 à Londres,  Royaume-Uni
  -  Médaille d'or en C2

### Championnats d'Europe de canoë-kayak slalom
- 2002 à Bratislava,  Slovaquie
  -  Médaille de bronze en C1
  -  Médaille d'argent en relais 3xC1
- 2005 à Tacen,  Slovénie
  -  Médaille d'argent en relais 3xC1
- 2006 à L'Argentière-la-Bessée,  France
  -  Médaille d'or en relais 3xC1
- 2007 à Liptovský Mikuláš,  Slovaquie
  -  Médaille d'argent en relais 3xC1
- 2009 à Nottingham,  Royaume-Uni
  -  Médaille de bronze en C1
  -  Médaille de bronze en relais 3xC1
- 2013 à Cracovie,  Pologne
  -  Médaille d'or en C1
  -  Médaille d'argent en relais 3xC1
- 2014 à Vienne,  Autriche
  -  Médaille de bronze en C1
- 2018 à Prague,  Tchéquie
  -  Médaille d'or en C2 par équipe